# Budynek duszpasterstwa jezuitów we Wrocławiu
Budynek duszpasterstwa jezuitów, dawny szpital św. Elżbiety, a następnie szpital św. Macieja – zabytkowy budynek znajdujący się przy placu biskupa Nankiera 17 we Wrocławiu; obecnie siedziba Zakładu Narodowego im Ossolińskich (administracja i księgowość).

## Historia

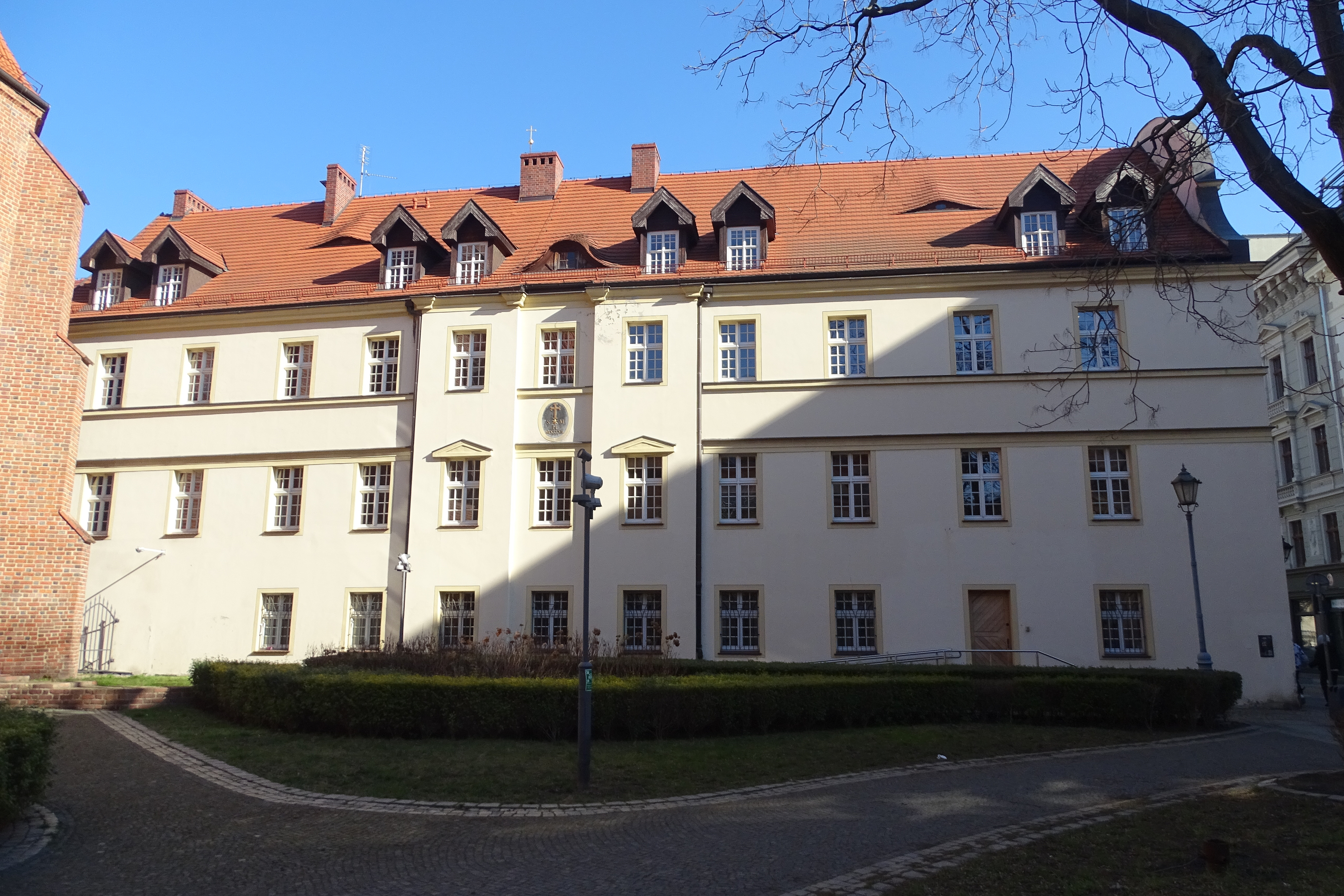
Widok na budynek szpitala od strony zachodniej

Dawny szpital wzniesiony na terenie kurii książęcej, pierwotnie pod wezwaniem św. Elżbiety (do 1257 roku), a następnie św. Macieja stanowił część większego kompleksu, w skład którego wchodziły dwa konwenty franciszkańskie, jeden linii żeńskiej (św. Klary) i jeden męskiej (św. Jakuba). Budynek został ufundowany przez księżnę Annę, żonę Henryka II Pobożnego w latach 1241–1242 (Jan Wrabec mylnie podaje datę 1253), choć prawo do wzniesienia inwestycji miała cała rodzina monarsza, czyli również synowie Anny, Henryk i Władysław. Szpital został wybudowany na wzór praskiego szpitala św. Franciszka. Kompleks oddano pod opiekę sprowadzonego z Czech Zakonu Krzyżowców z Czerwoną Gwiazdą, którzy wznieśli przy szpitalu klasztor. Zakon sprawował pieczę nad szpitalem i opiekował się ubogimi. W XIII wieku dobroczynna funkcja zakonu przestała być pierwszoplanową działalnością, a w 1292 roku zlikwidowana została linia żeńska zakonu. Dzięki fundacji księżnej Anny powstała nowa gałąź Krzyżowców z Czerwoną Gwiazdą, związana ściśle z domem wrocławskim. Mistrz szpitala dysponował wówczas licznymi dobrami krzyżowców, m.in. dobrami z nadania książęcego potwierdzonymi w 1253 roku, tj. sześcioma lub siedmioma wioskami koło Kluczborka i Wrocławia, wrocławską parafią św. Elżbiety i młynem nad Odrą. Z biegiem kolejnych lat dobra szpitalne powiększyły się: na początku XV wieku było to już dziesięć wsi wokół Wrocławia oraz kompleks nieruchomości wokół szpitala, czyli młyn, browar i spichlerz nad Odrą, kościół św. Agnieszki (niezachowany) i otaczające go domy; zakon dysponował również kluczami do bramy św. Macieja. W XVI wieku powiększała się liczba podopiecznych mieszkających w szpitalu: z 30 osób w 1507 roku do 80 w 1525. W 1810 roku nastąpiła sekularyzacja zakonu.
W 1807 roku w budynku umieszczono szkołę. Budynek był wyposażony w kuchnię, łaźnię, cztery świetlice i rozmównicę. Po rozwiązaniu zakonu dawny budynek szpitalny użytkowany był przez parafię św. Macieja. W 2000 roku właścicielem budynku zostały Zakłady Narodowe im. Ossolińskich.

## Opis architektoniczny

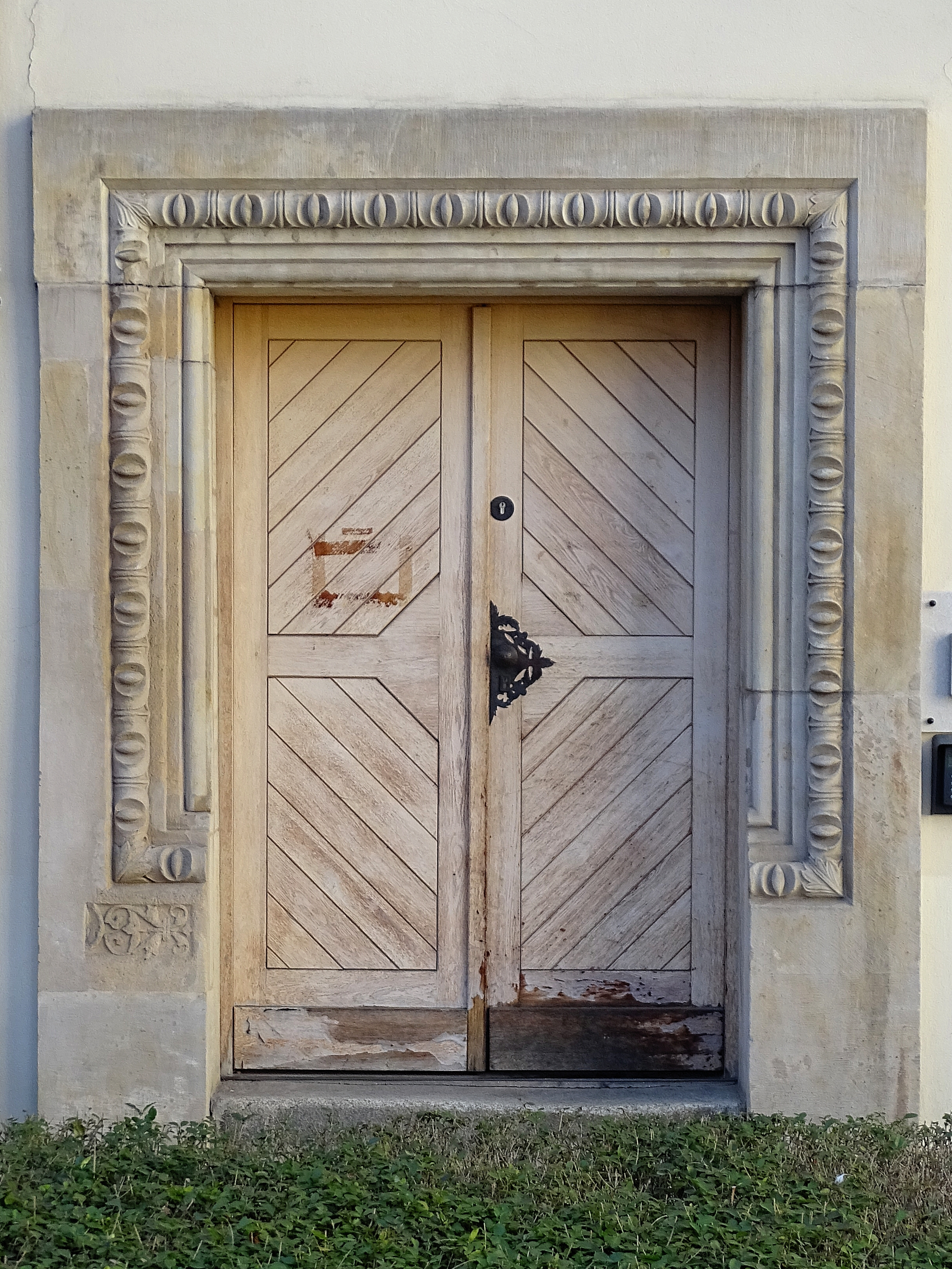
Zachowany renesansowy portal na wschodniej fasadzie budynku

Budynek szpitala został wzniesiony na planie wydłużonego prostokąta, z wejściem głównym od strony wschodniej i miał, zachowany do czasów obecnych, średniowieczny układ dwóch równoległych do siebie budynków rozdzielonych wąskim podwórzem. Taki układ związany był z ówczesnym podziałem na część żeńską i męską. Z okresu średniowiecznego zachowały się gotyckie cegły w części południowo-zachodniej oraz rzygacz w przyporze prezbiterium kościoła św. Macieja z lat 1310–1330. W 1570 roku, w okresie, gdy szpitalem zarządzał mistrz Bartholomäus Mandel, budynkowi wymieniono dach i odrestaurowano młyn. W 1581 roku miał miejsce remont dostosowujący pomieszczenia do lokatorów. Z XVI wieku zachował się blendowany dekorowany szczyt na drugiej kondygnacji północnej – obecnie sala audiowizualna. Prawdopodobnie był to pierwotny szczyt wewnętrzny szpitala, wykorzystany podczas budowy „nowego” szpitala w 1670 roku. Do tego czasu budynek miał częściowo konstrukcję szachulcową.
Nowy szpital, jak zaczęto go nazywać, został wystawiony dzięki staraniom mistrza Paulusa Blachnika. Był to budynek bez podpiwniczenia, o innym układzie wewnętrznym niż „stary szpital”, jednotraktowy z podziałem na trzy duże sale. Całość pokrywały trzyprzęsłowe sklepienia krzyżowo-żebrowe zastąpione później żelbetowym stropem. Na parterze nowego szpitala znajdowała się kuchnia, pokój szafarki, łaźnia i duża sala (wszystkie te pomieszczenia pokryte były sklepieniem) oraz cztery pokoje – zapewne bez sklepień. Pomiędzy kuchnią i łaźnią prawdopodobnie było przejście w stronę klasztoru klarysek. Na piętrze znajdowała się sala do nauki oraz sześć sypialni dla uczniów. W starym budynku szpitala, na jego parterze, urządzono dziesięć sypialni, a na piętrze osiem sypialni i dwie izby mieszkalne nakryte dwukondygnacyjnym szczytem. Od strony klasztoru Klarysek do budynku przylegała dobudówka z trzema dodatkowymi pokojami, będącymi prawdopodobnie izolatkami dla ciężej chorych. Szpital, jak i pomieszczenia dodatkowe, widoczne są na rysunkach Friedricha Bernharda Wernera z 1759 roku.
W 1807 roku na fundamentach starego szpitala wzniesiono nowy budynek szkoły w stylu klasycystycznym; w 1823 został on dodatkowo nadbudowany, a budulec prawdopodobnie pochodził z rozebranego budynku nowego szpitala.

## Po 1945 roku

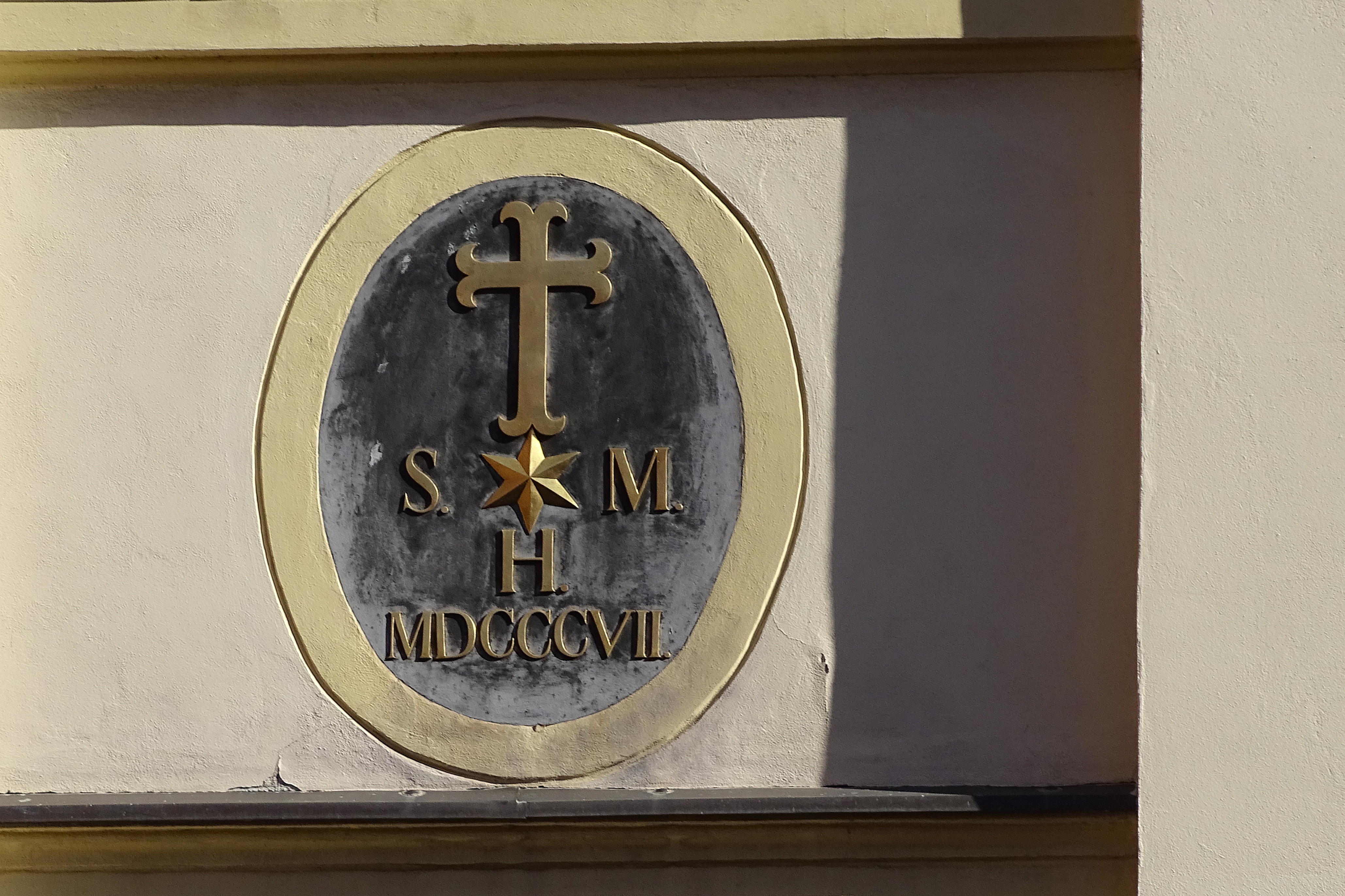
Znak Krzyżowców z Czerwoną Gwiazdą, fasada zachodnia budynku. Data 1807 i skrótowiec S.M.H. (Sancti Martini Hospitalis)związany jest z wzniesieniem w tym roku nowej szkoły

W latach 1969 i w 1972 rozebrano drugą kondygnację północnego skrzydła, nakrywając go płaskim dachem, a w północnej części wstawiono stalowe drzwi garażu. W elewację wschodnią wmontowano w miejsce późnobarokowo-klasycystycznego portalu, z charakterystycznym klińcem w kluczu łuku, renesansowy portal przeniesiony z kamienicy znajdującej się przy ulicy Szewskiej 5. Obecny kształt południowej części budynku, w której znajdowała się szkoła, a następnie plebania pochodzi z drugiej dekady XIX wieku i prawdopodobnie związany jest z rozbiórką „nowego szpitala” w 1823 roku i nadbudową „starego szpitala”. Z tego okresu zachowały się lukarny w dachu oraz płytki ryzalit w ścianie zachodniej, zdwojony gzyms pod oknami drugiej kondygnacji. Do 2006 roku z tego okresu zachowała się drewniana XIX wieczna klatka schodowa z balustradą w formie kratownicy.
W 2000 roku został przeprowadzony kolejny remont budynku i jego adaptacja według projektu Andrzeja Kamińskiego. W 2006 roku podwyższono i przedłużono dawny garaż przylegający od strony północnej do skrzydła szpitala.
Obecnie (2022) budynek plebanii składa się z dwóch części: wyższej południowej, przylegającej szczytem do pl. Nankiera, oraz północnej, będącej reliktem dawnego budynku szpitalnego. Wschodnia ściana budynku stanowi część skrzydła i jest lekko zakrzywiona zgodnie z łukiem Zaułka Ossolińskich. Bezpośrednio do północno-zachodniego narożnika budynku gospodarczego przylega ściana, wtórnie odgradzająca podwórze usytuowane między dawnym klasztorem i szpitalem. Do 2002 roku wejście do budynku było od strony wschodniej; od strony północnej przylega do budynku część gospodarcza z wjazdem garażowym i wejściem od strony zachodniej. Ściana zamykająca podwórze od strony północnej ma osobne drzwi wejściowe – kute, żelazne, z rombowo ukształtowaną taśmą nitowaną i antabą renesansową. W latach 2005–2006 wykonano remont i adaptację północnej części budynku dla potrzeb Zakładu Narodowego imienia Ossolińskich. Dla powiększenia kubatury podniesiono o jedną kondygnację i przedłużono dawny garaż przylegający od strony północnej do głównego skrzydła szpitala. W tym samym czasie sala audiowizualna na pierwszym piętrze została powiększona i otrzymała drewniany strop imitujący typowy strop średniowiecznej sali szpitalnej. Podczas rewitalizacji usunięto charakterystyczne lukarny oraz zakryto odkryte podczas badań architektonicznych fragmenty XIII-wiecznych wątków ceglanych ścian.